# アルフォンソ・デ・ボルボーン (カディス公)
アルフォンソ・デ・ボルボン・イ・ダンピエレ（スペイン語: Alfonso de Borbón y de Dampierre, 1936年4月20日 - 1989年1月30日）は、スペインの王室ボルボン家の人物。カディス公爵。正統王党派（レジティミスト）によってフランス王アルフォンス2世（フランス語: Alphonse II）とされた。

## 生涯
スペイン国王アルフォンソ13世の次男セゴビア公ハイメとフランス貴族出身のエマニュエル・ド・ダンピエールの長男としてローマで生まれた。父ハイメがスペイン王位継承権を放棄していたことと、母エマニュエルが王家の子孫ではなかったことから、祖父のアルフォンソ13世はこの孫をスペイン王位継承権者とは考えなかった。
1941年にアルフォンソは家族と共にスイスのローザンヌへ移り住んだ。1950年、父ハイメからブルボン公の称号を贈られた。
フランシスコ・フランコは1960年代の一時期、アルフォンソを自身の後継者にすることも考えていたが、1969年にアルフォンソの従弟にあたるフアン・カルロスを後継者に指名した。アルフォンソは同年にスウェーデン駐在大使に任命され、1973年まで在任した。
大使在任中の1972年、マドリードのエル・プラド宮殿でフランコの孫（母がフランコの一人娘）にあたるマリア・デル・カルメン・マルチネス＝ボルディウ・イ・フランコと結婚した。2人の間には以下の2男が生まれたが、1982年に離婚している。
- フランシスコ・デ・アシス・アルフォンソ・ハイメ・クリストバル・ビクトル・ホセ・ゴンサロ・セシリオ（スペイン語版）（1972年 - 1984年）
- ルイス・アルフォンソ・ゴンサロ・ビクトル・マヌエル・マルコ（1974年 - ）

結婚と同じ年に、アルフォンソはフランコから「カディス公」（Duque de Cádiz）および「殿下」の称号を贈られた。
1975年に父ハイメが没すると、アルフォンソはレジティミストによってフランス王位の継承者と認められ、アンジュー公（duc d'Anjou）の儀礼称号を用いた。
1989年、アメリカ合衆国コロラド州のビーヴァー・クリークにおいて、スキー事故により52歳で死去した。長男のフランシスコは1984年に交通事故により11歳で早世していたため、次男のルイス・アルフォンソが後継者となった。